# Charles Louis L’Héritier de Brutelle
Charles Louis L’Héritier de Brutelle (Párizs, 1746. június 15. – 1800. augusztus 18.) 18. századi botanikus és bíró.
Egy gazdag elit családban született, melynek kapcsolatai a Francia Királyi Udvarral biztosították számára a jó pozíciót, amit meg is kapott 26 éves korában, mint a Párizsi Vizek és Erdők ellenőre. Ebben a helyzetben L’Héritier változatos ismereteket szerzett az őshonos fák és bokrok terén, és érdekelte az egzotikus növényvilág.
Mikor meghalt, egy körülbelül 8000 fajt számláló növénygyűjteményt, és egy terjedelmes növénytani könyvtárat hagyott hátra. Botanikai szakmunkákban nevének rövidítése: „L'Hér.”.

## Munkái
- szedés: Petri-Francisci Didot: Cornus: specimen botanicum sistens descriptiones et icones specierum corni minus cognitarum (angol nyelven). MBG Rare Books. Parisiis, 1788. [2017. szeptember 7-i dátummal az eredetiből archiválva]. (Hozzáférés: 2009. december 31.)
- illusztrációk: Pierre-Joseph Redouté; szedés: Petri-Francisci Didot: Geraniologia, seu Erodii, Pelargonii, Geranii, Monsoniae et Grieli, Historia iconibus illustrata (francia nyelven). Parisiis, 1787–88. [2007. július 14-i dátummal az eredetiből archiválva]. (Hozzáférés: 2009. december 31.)
- szedés: Philippi-Dionysii Pierres: Stirpes Novae aut minus cognitae, quas descriptionibus et iconibus illustravit… (francia nyelven). Gallica, 1784. (Hozzáférés: 2009. december 31.)